# 2534 هوزو
2534 Houzeau هو كويكب، يقع ضمن حزام الكويكبات. اكتشف في 2 نوفمبر 1931. وقد اكتشفه يوجين جوزف ديلبورت.

## روابط خارجية
- 2534 هوزو في قاعدة بيانات مختبر الدفع النفاث لأجرام النظام الشمسي الصغيرة

- الاكتشاف · مخطط المدار ·  العناصر المدارية · المعلمات المادية

- 2534 هوزو على موقع ويكي سكاي: DSS2, SDSS, GALEX, IRAS, Hydrogen α, X-Ray, Astrophoto, Sky Map, Articles and images